# When She Cries
When She Cries is een nummer van de Amerikaanse band Restless Heart uit 1992. Het is de eerste single van hun vijfde studioalbum Big Iron Horses.
Het nummer werd een hit in Noord-Amerika. In de Amerikaanse Billboard Hot 100 behaalde het de 11e positie. In Europa bereikte het nummer geen hitlijsten.